# メレディス・マグラス
メレディス・マグラス（Meredith McGrath, 1971年4月28日 - ）は、アメリカ・ミシガン州ミッドランド出身の元女子プロテニス選手。ダブルスの名手として活躍し、1995年の全米オープン混合ダブルス部門で優勝した。女子ダブルスでは1994年全豪オープンと1996年ウィンブルドンで2度の準優勝があり、シングルスでも1996年のウィンブルドンでベスト4に入った。右利き、バックハンド・ストロークは両手打ち。WTAツアーでシングルス3勝、ダブルスで25勝を挙げた。
マグラスはジュニア時代からダブルスに優れた才能を発揮し、1987年-1989年まで全米オープンの女子ジュニアダブルス部門「3連覇」を達成した。1987年と1988年はキンバリー・ポーとペアを組んで2連覇し、1989年は当時13歳のジェニファー・カプリアティと組んでウィンブルドンと全米オープンのジュニア女子ダブルスを連続制覇している。1989年ウィンブルドンでは、ジュニア女子シングルスの準優勝もあった。この年から女子ツアー大会のダブルスでも好成績を出し始め、1989年11月第2週の「バージニアスリムズ・オブ・ナッシュビル」大会のダブルスでツアー初優勝を果たす。1990年にはダブルスで年間4勝を挙げ、1991年全仏オープンの女子ダブルスでベテランのキャシー・ジョーダンと組んでベスト8に入ったが、この後相次ぐ故障に悩み、大腿骨関節の手術や肩の腱炎などで長期間の戦線離脱を経験した。
マグラスは1993年、シングルスの世界ランキング610位から復活を果たし、ウィンブルドンで予選3試合を勝ち上がった後、初めての本戦4回戦進出を決めた。ダブルスではパティ・フェンディックと組んで大半の試合に出場し、ダブルスで年間3勝を挙げる。1994年の全豪オープンで、マグラスとフェンディックは初めての決勝に進出し（パートナーのフェンディックは1991年以来3年ぶり2度目）、ジジ・フェルナンデス＆ナターシャ・ズベレワ組に 3-6, 1-6 で敗れて準優勝になった。同大会のシングルスでは、マグラスは2回戦で第10シードの伊達公子に敗れている。1994年に女子ツアーでシングルス2勝、ダブルス7勝を挙げたマグラスは、ダブルス世界ランキングで「5位」の自己最高位を記録した。
1995年全米オープンで、メレディス・マグラスはマット・ルセナ（アメリカ）と混合ダブルスのペアを組み、決勝でシリル・スーク（チェコ）＆ジジ・フェルナンデス組を 6-4, 6-4 で破って初優勝した。そして、彼女の選手経歴のハイライトとなった1996年ウィンブルドンがやってくる。この大会で、マグラスは女子ダブルスでラリサ・ネーランド（ラトビア）と組んで決勝に進み、シングルスでアランチャ・サンチェス・ビカリオとの準決勝に進出した。女子ダブルス決勝では、マグラスとネーランドはマルチナ・ヒンギス＆ヘレナ・スコバ組に 7-5, 5-7, 1-6 で敗れ、ヒンギスは「15歳9ヶ月」で初めてのグランドスラム・タイトルを獲得した。シングルスでは、マグラスは1回戦で日本の遠藤愛に勝ち、2回戦で第14シードのアマンダ・クッツァーを破って波に乗り、準々決勝で同じアメリカのメアリー・ジョー・フェルナンデスを倒した後、初進出の準決勝でサンチェスに 2-6, 1-6 で敗れた。
しかし1997年、マグラスは再び大きな故障を抱え、シングルスは1大会も出場できなかった。最後の4大大会出場となった全豪オープンでは、シングルス・ダブルスとも1回戦敗退に終わり、シングルス1回戦では日本の吉田友佳に敗れている。1998年3月初頭の「オクラホマ・シティ」大会を最後に、メレディス・マグラスは26歳で現役を引退した。

## 4大大会ダブルス成績
- 全豪オープン　女子ダブルス準優勝：1994年　［パートナー：パティ・フェンディック］
- ウィンブルドン　女子ダブルス準優勝：1996年　［パートナー：ラリサ・ネーランド／シングルス・ベスト4にも進出］
- 全米オープン　混合ダブルス優勝：1995年　［パートナー：マット・ルセナ］